# Birr
Pour les articles homonymes, voir Birr (homonymie).
Le birr (en amharique : ብር , « argent ») est la monnaie de l'Éthiopie depuis 1931, divisé depuis 1944 en 100 santim. Le code (ISO 4217) est ETB.
En mai 2015, un birr vaut environ 0,045 €, 0,060 $ CA ou 29,22 FCFA.

## Histoire

### 1855-1936

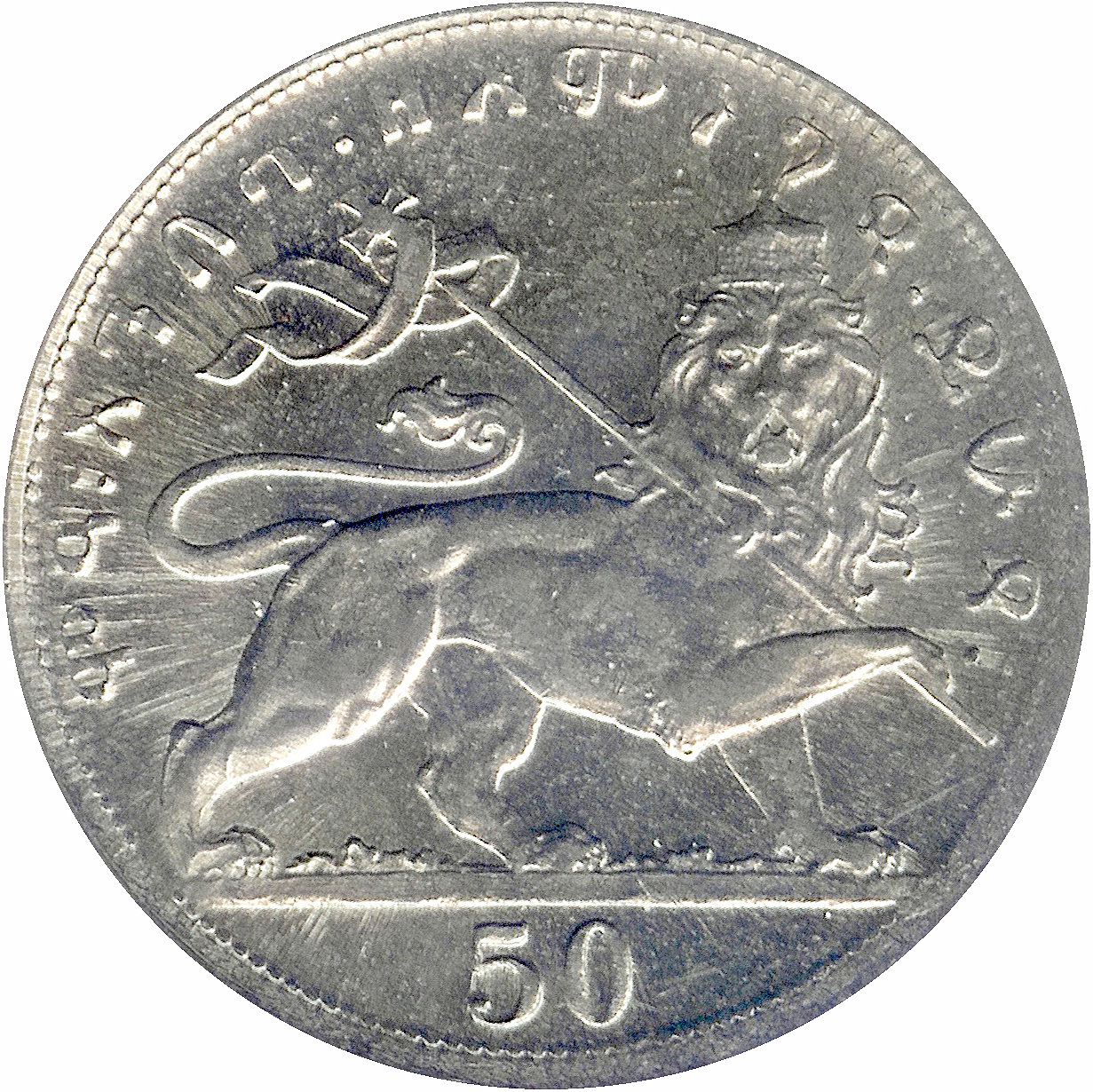
Revers d'une pièce en argent de 50 matonas ou ½ birr (1923 EE, 1931).

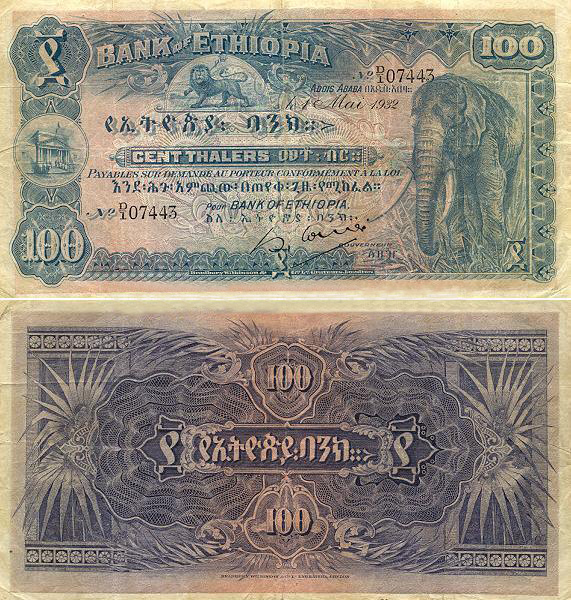
Billet éthiopien (1932) : 100 birr, recto et verso.

Aux XVIIIe et XIXe siècles, le thaler de Marie-Thérèse (TMT) et la « barre de sel » (āmolē ch’ewi, አሞሌ ጨው) étaient les principaux outils de transactions en Éthiopie. Le thaler était appelé localement birr, mot qui signifie littéralement « argent métal », ou taleri (ታላሪ). En 1855, le TMT est officiellement adopté comme monnaie, équivalent presque exact à la piastre indochinoise, aux 8 réales mexicaines et au dollar américain (des pièces de monnaie ayant un contenu en argent fin très proche les unes des autres mais ayant des titres et des poids différents).
Le birr talari devient l'unité monétaire de ce pays le 9 février 1893. La Monnaie de Paris livre 200 000 pièces de 1 talari au souverain Ménélik II en 1894 : son portrait en buste frappé sur l'une des faces est dessinée par le graveur Jean Lagrange ; au revers est représenté le lion de Judah portant la croix.
Sur cette première émission, le système de datation éthiopien (noté « E.E. ») affiche une date avec un écart de huit années sur le calendrier occidental : 1887 (pour 1894). Les deux coins sont gravés par Franz Pawlik (1865–1906) et Anton Scharff (1845–1903) de la Monnaie de Vienne. D'un diamètre de 40 mm et d'une épaisseur de 1,9 mm, le talari est alors divisé en 20 ghersh (mot d'origine ottomane : girsh) ou 40 bessa (petite pièce de cuivre). 
Cette pièce d'un talari n'est pas acceptée par les commerçants locaux qui lui préfèrent le TMT.
En 1897, sont frappées trois séries de pièces en or représentant des valeurs en werk. Un werk est égale à seize birr, et pèse 7 g d'or à 900 millièmes.
Une nouvelle série de pièces apparaît en 1903, fabriquée avec les mêmes gravures et aux mêmes poids mais frappée à Vienne, et à des taux de conversion différents. Désormais, 1 birr = 16 ghersh = 32 bessa.
La Banque d'Abyssinie (Ye-Ityopya Bank) est fondée le 15 février 1906 par Ménélik II avec le soutien d'un consortium bancaire européen et la Banque nationale d'Égypte. Cette banque continue d'importer des TMT, au rythme annuel d'1 200 000 pièces. Les premiers billets de la Banque d'Abyssinie sont produits à partir de 1915, avec d'un côté la valeur en birr et des mentions écrites en guèze, de l'autre, en thaler, et des mentions écrites en anglais et en français. L'imprimeur-graveur est Bradbury Wilkinson and Company (en) (Londres). Ces billets sont devenus rarissimes. Le diplomate français Maurice de Coppet remarquait dans les années 1920, la circulation monétaire en billets à Addis-Abeba n'était que de 214 765 birr ; mais à partir du début des années 1930, elle grimpe à 1 740 000.
En 1931, Haïlé Sélassié renomme la Banque d'Abyssinie : « Banque d'Éthiopie ». La monnaie adopte alors le système décimal : 1 birr = 100 metonnyas (ou matonas). Des pièces en bronze, nickel, argent et or sont frappées comportant le buste de l'empereur Haïlé Sélassié.
Entre 1936 et 1941, les forces armées coloniales italiennes tentent, sans succès, de conquérir l'Éthiopie et d'introduire un système monétaire en lire italienne (cf. Afrique orientale italienne). Entre 1941 et 1945, les Britanniques y font circuler le shilling est-africain conjointement avec le TMT et le birr.

### Depuis 1944

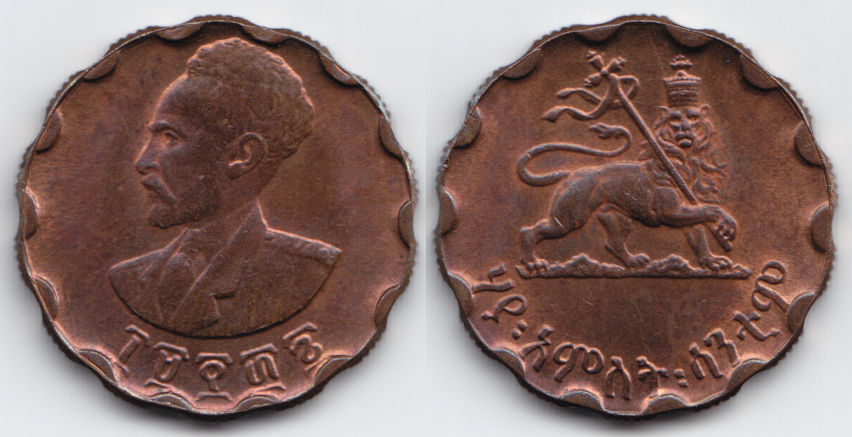
25 centimes 1944, empereur Haïlé Sélassié I.

En 1944, le birr redevient la monnaie officielle du pays, au taux de 1 birr = 2 shillings de £ = 100 santim ou matonas. Des pièces en bronze et argent (1, 5, 10, 25 et 50 santim) sont frappées avec le profil de l'empereur au millésime 1936 EE (1944) par la monnaie de Philadelphie et celle de Londres. Le thaler de Marie-Thérèse n'est plus utilisé à partir de 1949. Il était parfois appelé « dollar éthiopien ».
Les premiers billets en birr sont imprimés à Philadelphie, aux États-Unis, au début de 1945, et mis en circulation en Éthiopie le 29 mai 1945. Ils deviennent la seule monnaie légale du pays le 23 juin 1945.
Au cours de la seconde moitié du XXe siècle et au début du XXIe siècle, le birr connait une constante dépréciation par rapport aux grandes monnaies de réserve. En 2024, son cours est tombé en dessous d'un centime d'euro.

## Pièces actuelles
À partir de 1977 (1969 EE), les nouvelles pièces de l'Éthiopie du régime de Mengistu Haile Mariam sont frappées : 1, 5, 10, 25, 50 santim. Une pièce de 2 birr est fabriquée en 1982 (avec la légende en anglais World Football).
On trouve actuellement des pièces de 1, 5, 10, 25, 50 santim et celle de 1 birr, qui est bimétallique.

## Billets actuels
Depuis 2006, la série propose des billets de 1, 10, 50, 100, et 200 birr.

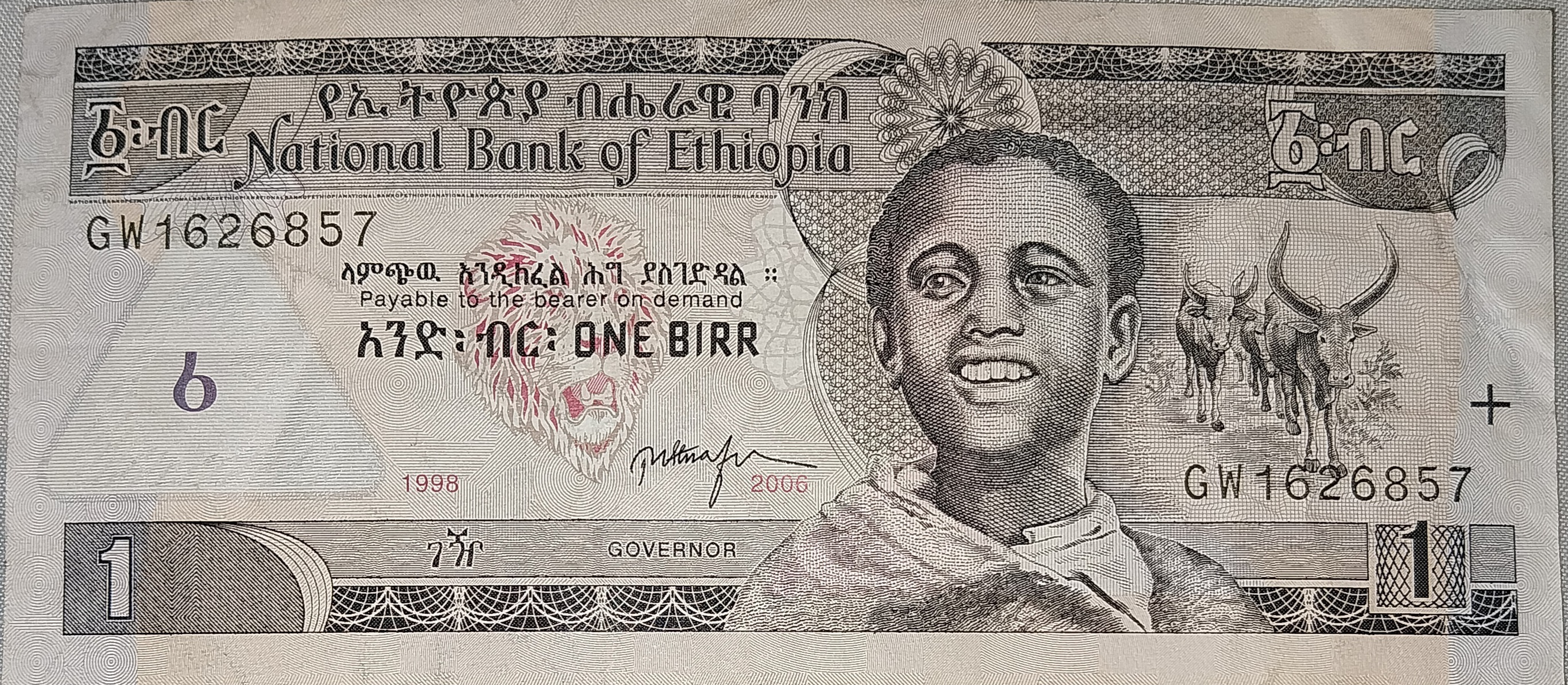
Recto d'un billet de un birr éthiopien de 1998.